# Dmitry Shishin
Dmitry Vladimirovitch Chichine, né le 14 mars 1986, est un joueur de beach soccer international russe.

## Biographie
Lors de la Coupe du monde 2013, du début à la fin du tournoi, la Russie peut compter sur l'efficacité de Dmitry Shishin dans le dernier geste. Infatigable et intraitable, ce dernier s'adjuge le Soulier d'Or Adidas devant le brésilien Bruno Xavier. Shishin marque à chaque sortie de son équipe, mais le Russe doit attendre les dix dernières secondes de la finale pour s'adjuger le titre de meilleur buteur du tournoi. L'ailier russe de 27 ans réussit l'exploit de marquer à chaque match avec finalement un total de 11 réalisations, dont trois coups francs. Il est incontestablement l'un des grands artisans du deuxième sacre russe consécutif dans l'épreuve. Pour sa cinquième participation à la compétition, il obtient la consécration suprême pour un buteur.

## Palmarès

### En sélection
- Coupe du monde de beach soccer (2)
  - Vainqueur en 2011 et 2013

- Euro Beach Soccer League (3)
  - Vainqueur en 2009, 2011 et 2013
  - Finaliste en 2012
  - 3e en 2007, 2008 et 2010

- Euro Beach Soccer Cup (2)
  - Vainqueur en  2010 et 2012

- Jeux mondiaux de plage
  - Médaille d'argent en 2019.

### En club
- Coupe du monde des clubs
  - Quarts de finale en 2011 et 2012 avec le  FC Barcelone

- Euro Winners Cup (1)
  - Vainqueur en 2013 avec le  Lokomotiv Moscou

### Individuel
- Coupe du monde de beach soccer
  - Meilleur buteur en 2013

- Euro Beach Soccer League
  - Meilleur joueur en 2012
  - Meilleur buteur en 2011

- Coupe intercontinentale
  - Meilleur buteur en 2014